# Lignobrycon
Lignobrycon is een monotypisch geslacht van straalvinnige vissen uit de familie van de karperzalmen (Characidae).

## Soort
- Lignobrycon myersi (Miranda Ribeiro, 1956)